# بارك جونغ مين (ممثل)
بارك جونغ مين (هانغل: 박정민) ممثل كوري جنوبي.

## حياته
في عام 2005، التحق بارك بجامعة كوريا ثم ترك الدراسة بهدف أن يصبح مخرجًا سينمائيًا. ثم تخصص في صناعة الأفلام في جامعة كوريا الوطنية للفنون، لكنه حول تخصصه لاحقًا إلى التمثيل بعد تسريحه من الجيش.

## أعمال

### أفلام
- إنفلونزا (2013)
- قرار الرحيل (2022)
- الطبيب تشون والتعويذة المفقودة (2023)

### مسلسلات
- أجبني 1988 (2015–2016)
- السيد المشرق (2018)
- الطريق إلى الجحيم (2021)
- شهاب (2022)
- برنامج 8 (2024)
- نيوتوبيا (2025)[3]